# Malatya (település)
Malatya (hettita: Melid; görögül: Μαλάτεια, Malateia; örményül: Մալաթիա, Malatia; kurdul: Meletî, latinul: Melitene) Törökország Malatya tartományának székhelye. A tartomány Törökország kajszibaracktermő vidékeinek egyike, másik öt tartománnyal együtt a világ kajszibarack-termelésének 10-15%-át adja.
A Hettita Birodalom korából valók első említései, majd annak összeomlása és Kizzuvatna meggyengülése után az egyik újhettita királyság, Kammanu fővárosa lett. Ennek az államnak Urartu és Asszíria nyugati hódításai vetettek véget.